# آشوک کومار سن
آشوک کومار سن (انگلیسی: Ashoke Kumar Sen; ۱۰ اکتبر ۱۹۱۳ – ۲۱ سپتامبر ۱۹۹۶) وکیل و سیاست‌مدار اهل هند بود. وی از سال ۱۹۵۷ تا ۱۹۶۶ وزیر دادگستری هند، از سال ۱۹۶۳ تا ۱۹۶۴ وزیر الکترونیک و فناوری ارتباطات، از سال ۱۹۹۰ تا ۱۹۹۱ وزیر فلزات و معادن بوده‌است. کومار همچنین چندین دوره عضو مجلس لوک سبها و راجیه سبها هند بوده‌است.